# Краснопірка звичайна
Краснопірка звичайна, червоноперка, червонопірка, чернуха (Scardinius erythrophthalmus) — риба родини ялецевих. Наукова назва виду, S. erythrophthalmus, перекладається з давньої грецької як «червоні очі»: грец. ερυθρο — червоний, грец. όφθαλμός — око (про походження родової назви див. Краснопірка).

## Розповсюдження
Розповсюджена у водоймах Європи (окрім Криму, південного Каспію та річок, що впадають у Північний Льодовитий океан), Малій та Середній Азії. Інтродукована у Ірландію, Марокко, Мадагаскар, Туніс, Нову Зеландію, Канаду та Іспанію. В Новій Зеландії та Канаді вважається шкідливою рибою, що витісняє місцеві види.

## Будова
Довжина до 36 см, вага до 400 — 500 г, іноді до 2 кг. Тіло високе, сплюснуте з боків, луска відносно велика. Голова невелика, рот верхній косий, зуби дворядні. Спинний плавець сильно зміщений назад. Спина темно-бура з зеленуватим відтінком, боки жовтувато-золотисті, черево сріблясте. Спинний та грудні плавці сірі з червоними верхівками, всі інші яскраво червоні. Очі жовтого кольору.

## Спосіб життя
Краснопірка тримається у тихій чистій воді, в заростях очерету та іншої водної рослинності, на відкриті ділянки водойми виходить рідко. Тримається переважно у середніх шарах води, але у спекотну погоду підіймається до самої поверхні. Активна вдень. Живляться водними рослинами, зокрема нитчастими водоростями (Spirogyra, Cladophora), ікрою молюсків та інших видів риб, різноманітними безхребетними (червами, личинками, а також дорослими особинами комах, що падають на поверхню води), старші особини споживають молодь риб.

## Розмноження
Статевої зрілості досягає у віці 4—5 років при довжині тіла не менше 12 см. Нерест відбувається у кінці травня — на початку червня, коли вода прогрівається вище 15 °C. Ікру відкладає у декілька етапів, плодючість самок велика (96—232 тис. ікринок). Ікру відкладає на водну рослинність, цей процес відбувається тихо, риба не вистрибує над поверхнею води та не робить сплесків.

## Значення
Краснопірка має не дуже гарні смакові якості (має неприємний присмак) та маленький вміст жиру (до 7%), тому промислове значення невелике (в Україні виловлюють лише в дельті Дніпра, де риба досить численна). Є об'єктом лову рибалок-аматорів. Набуває популярності у рибалок-спортсменів як об'єкт лову на штучні приманки (малі за розміром блешні, мікроджиг).